# Baron Slane

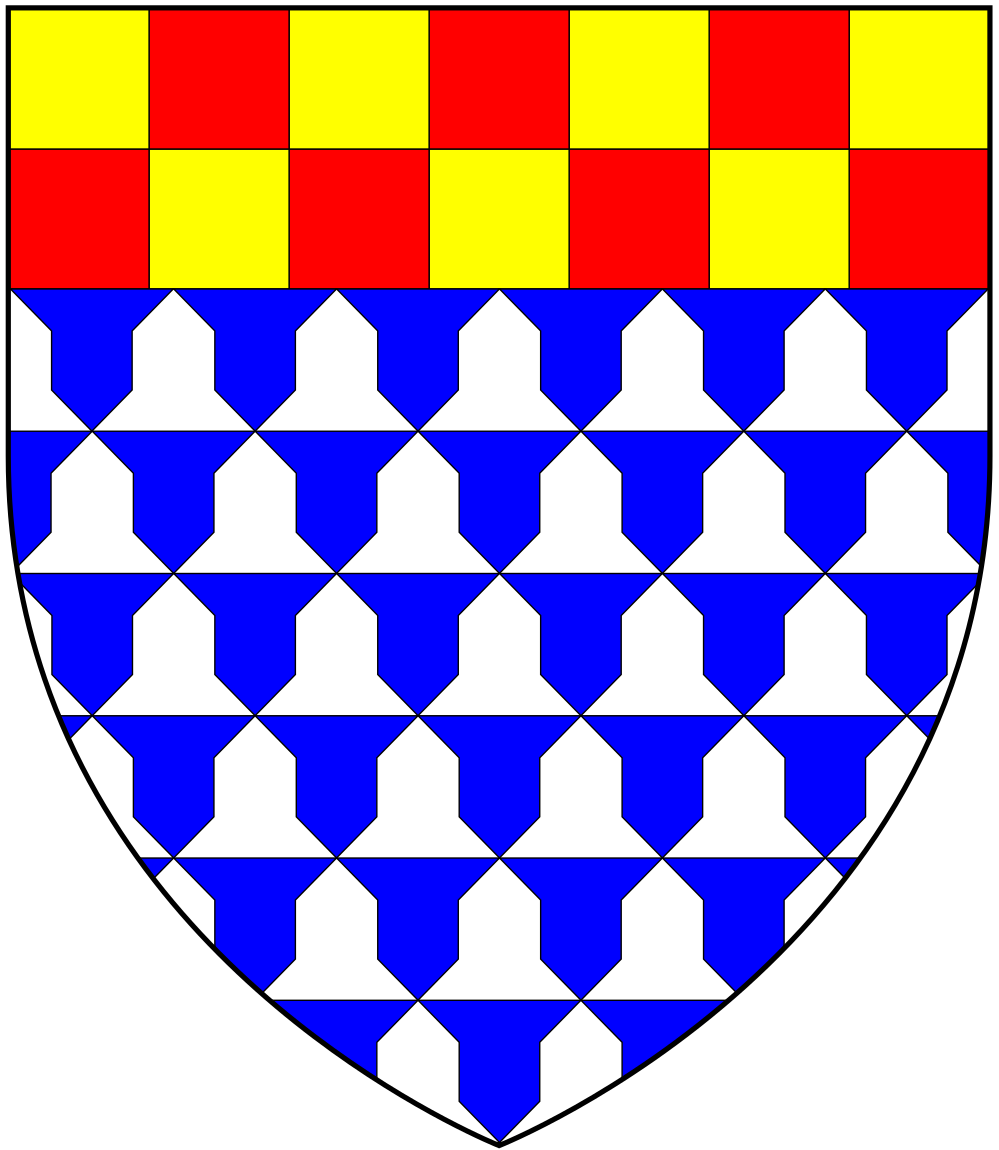
Wappen der Barone Slane

Baron Slane war ein erblicher britischer Adelstitel in der Peerage of Ireland, der nach dem Ort Slane im irischen County Meath benannt war.

## Verleihung
Der Titel wurde um 1370 von König Eduard III. für Sir Simon Fleming geschaffen.
Da der 13. Baron katholischer Erzbischof von Dublin war, erwirkte er bei König Karl I., dass der Titel 1629 seinem jüngeren Bruder William übertragen wurde.
Der 17. Baron, stellte sich während der Glorious Revolution im Krieg der zwei Könige auf die Seite des Hauses Stuart und wurde dafür am 16. April 1691 wegen Hochverrats vom Parlament geächtet und bekam den Titel aberkannt.

## Liste der Barone Slane (1370)
- Simon Fleming, 1. Baron Slane († 1370)
- Thomas Fleming, 2. Baron Slane († 1435)
- Christopher Fleming, 3. Baron Slane († 1446)
- Christopher Fleming, 4. Baron Slane († 1457)
- David Fleming, 5. Baron Slane († 1463)
- Thomas Fleming, 6. Baron Slane († 1470)
- James Fleming, 7. Baron Slane († 1492)
- Christopher Fleming, 8. Baron Slane († 1517)
- James Fleming, 9. Baron Slane († 1578)
- Thomas Fleming, 10. Baron Slane († 1597)
- William Fleming, 11. Baron Slane († 1612)
- Christopher Fleming, 12. Baron Slane († 1625)
- Thomas Fleming, 13. Baron Slane († 1665) (Titelverzicht 1629)
- William Fleming, 14. Baron Slane († 1641)
- Charles Fleming, 15. Baron Slane († 1661)
- Randall Fleming, 16. Baron Slane († 1676)
- Christopher Fleming, 17. Baron Slane (1669–1726) (Titel verwirkt 1691)